# Dalseong-gun
Dalseong-gun (koreanisch 달성군) ist einer der acht Stadtteile von Daegu und hat 262.580 Einwohner (Stand: 2019). Es handelt sich dabei um einen südwestlichen Bezirk der Stadt. Der Bezirk ist in zwei Entitäten aufgeteilt. Der südliche Teil grenzt im Uhrzeigersinn an die Stadtteile Dalseo-gu, Nam-gu und Suseong-gu. Der westliche Teil grenzt an Buk-gu, Seo-gu und Dalseo-gu.
Dalseong-gun hat von allen Bezirken Daegus die größte Fläche.

## Verwaltung

Verwaltungseinheiten des Dalseong-gun

Dalseong-gun besteht aus 4 eup und 5 myeon (Teilbezirke).
- Dasa-eup
- Hwawon-eup
- Nongong-eup
- Yuga-eup
- Gachang-myeon
- Guji-myeon
- Habin-myeon
- Hyeonpung-myeon
- Okpo-myeon

Als Bezirksbürgermeister amtiert Kim Mun-oh (김문오). Er ist parteiunabhängig.